# Snad nám naše děti…
Snad nám naše děti… je šesté, studiové album Michala Prokopa a skupiny Framus Five. Vydáno bylo v roce 1989 Pantonem, v reedici vyšlo v letech 2000, 2008 u labelu Sony music / Bonton. Hudbu, vedle Michala Prokopa, složili Vladimír Merta, Luboš Andršt a Jan Hrubý.

## Obsazení
Obsazení skupiny
- Michal Prokop – sólo zpěv, akustická kytara
- Luboš Andršt – kytary
- Jan Hrubý – housle
- Lubor Šonka – klávesy
- Aleš Charvát – baskytara
- Jaroslav Petrásek – bicí

Hosté
- C&K Vocal (1,5,6,8)
- František Kop – saxofon (2)
- Jan Kolář – syntezátor, hoboj, anglický roh (7)
- Jiří Veselý – baskytara (7)
- Jaromír Honzák – baskytara (1)

## Skladby
1. Nitky (V. Merta) 4:32
2. Soukromá válka (M. Prokop/A. Charvát/J. Burian) 4:56
3. Nákupčí tajných lidských přání (M. Prokop/P. Šrut) 3:21
4. Podzimní (L. Andršt/J. Burian) 3:51
5. Seriál (L. Andršt/J. Burian) 4:58
6. Galilei (J. Hrubý/J. Burian) 4:47
7. Životopis (J. Hrubý/L. Kantor) 5:33
8. Zastavte svět (L. Andršt/P. Šrut) 4:24
9. Snad nám naše děti prominou (M. Prokop/V. Merta) 5:35